# كلينتون الأشغال الهندسية

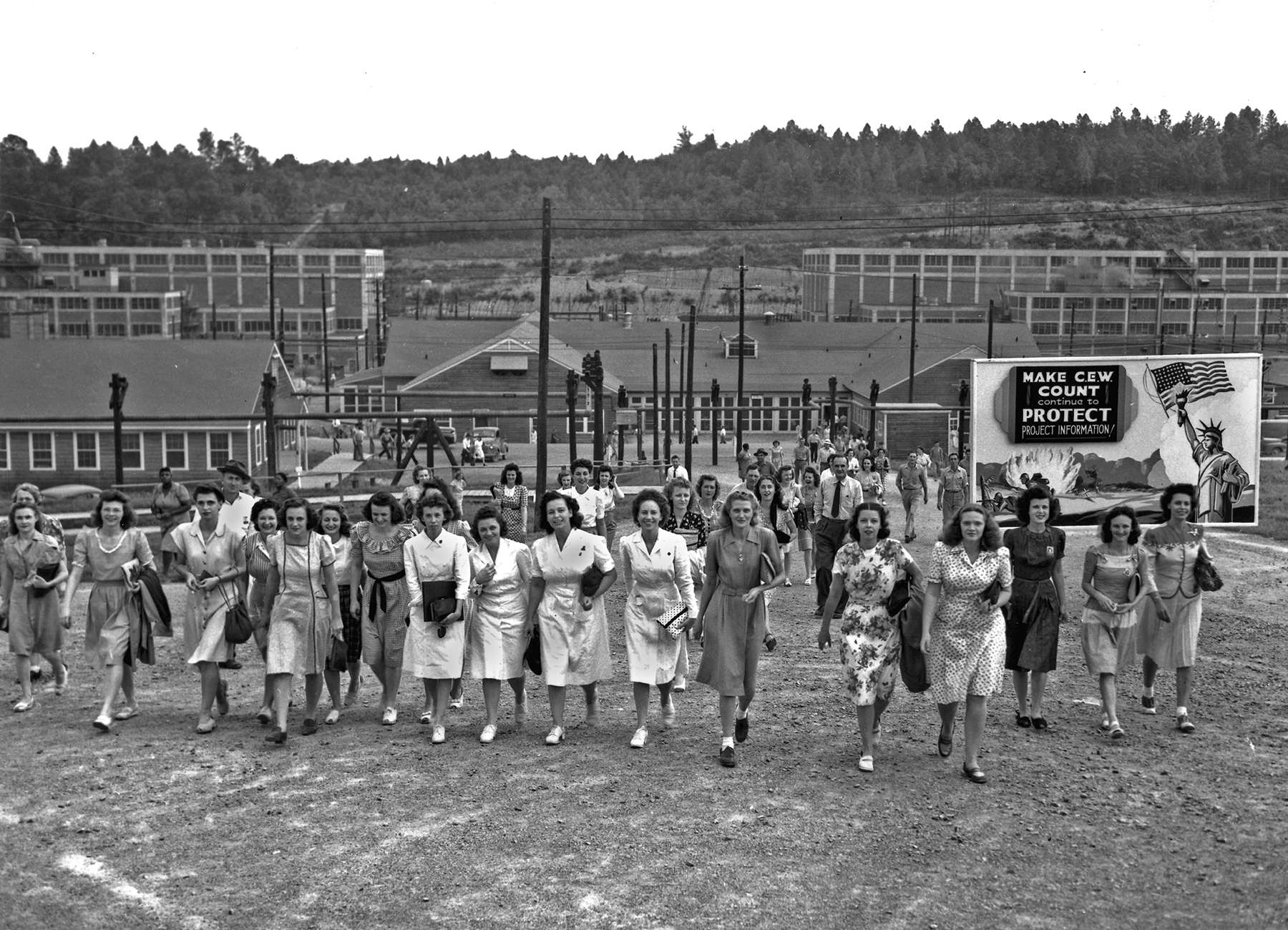
العمال يخرجون من منشأة Y-12 مشروع مانهاتن في وقت تغيير وردية العمل، 1945

كان كلينتون مهندس أشغال (CEW) اسم منشأة مشروع مانهاتن ومرفق الإنتاج خلال الحرب العالمية الثانية التي أنتجت اليورانيوم المخصب الذي أستخدم في قصف هيروشيما في أغسطس 1945. ويتألف من مرافق الإنتاج، والمرافق، وبلدة أوك ريدج. وكان في الجزء الشرقي من ولاية تينيسي، حوالي 18 ميل (29 كـم) غرب نوكسفيل، وكان اسمه بعد مدينة كلينتون (تينيسي)، ثمانية ميل (13 كـم) إلى الشمال. وكانت مرافق الإنتاج بشكل رئيسي في رون كاونتي على الرغم من أن الجزء الشمالي من الموقع كان في مقاطعة أندرسون. المهندس حي مانهاتن، كينيث ديفيد "نيك" نيكولز، قد نقل مقر منطقة مانهاتن من مانهاتن إلى أوك ريدج في أغسطس 1943.
وتم إيواء عمال البناء في مجمع معروف باسم وادى السعادة. بني من قبل الجيش في عام 1943، يضم مجمع وادى السعادة، المؤقت 15,000 شخص في منازل متنقلة. تأسست مدينة أوك ريدج لإيواء موظفي الإنتاج. بلغت ذروة القوة العاملة مايقدر ب 50,000 من العمال فقط بعد انتهاء الحرب. بلغت ذروة قوة العمل البناءة عدد 75,000 وكانت ذروة العمل جنبا إلى جنب 80,000. وضعت من قبل الحكومة الاتحادية باعتبارها المجتمع المنفصل، عاش السكان السود فقط في منطقة تعرف باسم وادي غامبل، في hutments (أكواخ من غرفة واحدة) مدمجة حكومية على الجانب الجنوبي من ما هو الآن توسكيجي درايف.

## اختيار الموقع

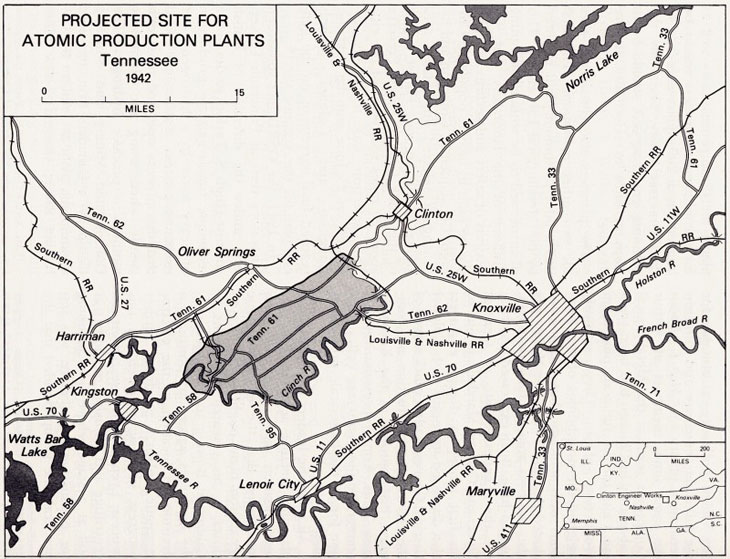
الموقع المتوقع لإنتاج العناصر الذرية عام 1942

في عام 1942، كان مشروع مانهاتن يحاول بناء أول قنبلة ذرية وهذا سيتطلب مرافق الإنتاج، وبحلول يونيو 1942 كان المشروع قد وصل إلى مرحلة حيث يمكن التفكير البناء. في 25 يونيو حزيران عام 1942، فإن مكتب البحث العلمي والتنمية (OSRD) اللجنة التنفيذية S-1 تداولت على المكان الذي يجب أن يكون موجودا. العميد ويلهلم د. ستاير أوصى بأن تبنى مرافق التصنيع المختلفة في نفس الموقع من أجل تبسيط الأمن والبناء. ومن شأن مثل هذا الموقع الذي يتطلب مسالك كبيرة من الأراضي لاستيعاب كل من المرافق والسكن لآلاف من العمال. في مصنع تجهيز البلوتونيوم اللازم ليكون 4 أميال اثنان إلى أربعة ميل (3.2 إلى 6.4 كـم) من حدود الموقع وأية منشأة أخرى في حال تسرب نواتج الانشطار المشعة. بينما أشارت المخاوف الأمنية والسلامة إلى موقع بعيد، it لا تزال هناك حاجة إلى أن تكون بالقرب من مصادر العمل، ويمكن الوصول إليها عن طريق البر والنقل بالسكك الحديدية. وكان المناخ المعتدل الذي سمح بالبناء والمضي قدما على مدار السنة مرغوبا فيه. ان التلال المفصولة بالتضاريس كانت تحد من تأثير الانفجارات العرضية، لكنها لا يمكن أن تكون شديدة الانحدار وذلك لتعقيد البناء. في طبقة تحتية بحاجة إلى أن تكون صلدة بما يكفي لتوفير أساس جيد، ولكن ليست صخرية بحيث تعيق أعمال الحفر.وتشير التقديرات إلى أن المنشآت المقترحة سوف تحتاج إلى توفر ما لايقل عن 150,000 كيلو واط من الكهرباء و 370,000 غالون أمريكي (1,400,000 ل؛ 310,000 غالون إمب) من الماء في الدقيقة الواحدة. كانت سياسة وزارة الحرب في الولايات المتحدة وضعت قاعدة أنه لا ينبغي أن تكون مرافق الذخائر موجودة غرب سييرا نيفادا أو كاسكيد رينج، شرق جبال الأبلاش، أو داخل 200 ميل (320 كـم) من الحدود الكندية أو المكسيكية.
وأقترحت عدة مواقع في وادي تينيسي، واثنان في منطقة شيكاغو، واحدة بالقرب من سد شاستا في ولاية كاليفورنيا، وبعض في ولاية واشنطن، حيث كانت بعض المرافق قد أنشئت في نهاية المطاف. وكان فريق OSRD قد إختار منطقة نوكسفيل (تينيسي)، في أبريل نيسان 1942, وفي مايو آرثر كومبتون، مدير مختبر الفلزات قد اجتمع مع جوردون آر. كلاب، والمدير العام لهيئة وادي تينيسي (TVA).  رئيس مهندسى حي مانهاتن (MED)، العقيد جيمس مارشال، سأل العقيد ليزلي غروفز لإجراء دراسة داخل مكتب للجيش التابع لرئيس مهندسين. بعد تلقي تأكيدات بأن TVA يمكنها توريد الكمية المطلوبة من الطاقة الكهربائية إذا ما أعطيت الأولوية لشراء بعض المعدات اللازمة، جروفز خلصت أيضا إلى أن منطقة نوكسفيل كانت مناسبة. وكان الصوت الوحيد المعارض في اجتماع 25 يونيو هو إرنست أورلاندو لورنسالذي أراد مصنع الفصل الكهرومغناطيسي يقع أقرب بكثير إلى بلدهمختبر الإشعاع في ولاية كاليفورنيا. . وظلت منطقة سد شاستا قيد النظر لمحطة الكهرومغناطيسي حتى سبتمبر، وبحلول ذلك الوقت سحب لورانس اعتراضه.
في 1 يوليو، المارشال ونائبه اللفتنانت كولونيل كينيث نيكولز، والمواقع التي شملتها الدراسة في منطقة نوكسفيل مع ممثلي TVA والحجر وبستر، ومقاول البناء المعينة. لم يتم العثور على موقع مناسب تماما، ومارشال حتى أمر آخر استطلاع لمنطقة سبوكين. في ذلك الوقت، كانت تكنولوجيا المفاعل النووي المقترح، الطرد المركزي الغازي والإنتشار الغازي لا تزال في مرحلة البحث، وكان تصميم المصنع بعيد المنال.والجداول، التي أدت لأعمال البناء في المفاعل النووي ستبدأ بحلول 1 أكتوبر عام 1942، محطة الكهرومغناطيسي بتاريخ 1 نوفمبر، ومحطة الطرد المركزي في 1 يناير عام 1943 ومحطة الانتشار الغازي في 1 مارس 1943، كانت غير واقعية تماما. . في حين أن العمل لا يمكن أن يبدأ في المنشآت، لكن يمكن أن تكون البداية على المساكن والمباني الإدارية. Stone & Webster وضعت تقريرا مفصلا عن الموقع المفترض، تقريبا 12 ميل (19 كـم) غرب نوكسفيل. ستيفان جرويوف كتب لاحقا أن:

## وصلات داخلية
- الحرب العالمية الثانية
- اليورانيوم المخصب
- قصف هيروشيما